# Юліан Деніце
Юліан Деніце (рум. Iulian Dăniţă; нар. 18 жовтня 1975, Бузеу, Румунія) — румунський футболіст, захисник.

## Життєпис
Розпочав футбольну кар'єру у 1993 році в команді з рідного міста, «Глорія», кольори якого захищав до 1994 року. З 1994 по 1999 роки захищав кольори клубу «Дунаря». У 1999 році виїхав до Німеччини, де захищав кольори клубу «Зандгаузен». У 2001 році підписав контракт з сімферопольським клубом «Таврія». Дебютував у футболці кримчан 22 липня 2002 року в програному (0:1) виїзному поєдинку 4-го туру вищої ліги чемпіонату України проти луцької «Волині». Юліан вийшов на поле в стартовому складі та відіграв увесь матч. Загалом у складі «Таврії» в чемпіонаті України зіграв 17 матчів, ще 2 поєдинки (1 гол) провів у кубку України. У 2003 році перейшов в новоросійський «Чорноморець», де спочатку потрапляв в основу регулярно, але потім перестав потрапляти до складу і був змушений виступати за дубль команди. Пізніше повернувся в Україну й приєднався до «Металіста». У футболці харківського клубу дебютував 1 березня 2005 року в програному (1:2) виїзному поєдинку 16-го туру вищої ліги чемпіонату України проти одеського «Чорноморця». Юліан вийшов у стартовому складі та відіграв увесь матч, а на 63-ій хвилині отримав жовту картку. Загалом зіграв у 14-ти матчах чемпіонату України. Але вже в наступному сезоні знову повернувся в новоросійський клуб.
З 2010 по 2013 роки захищав кольори румунських клубів «Дробету-Турну Северін», «Бреїла», «Олімпія» (Римніка-Серат) та «Отопені».
У 2013 році повернувся до клубу «Глорія» (Бузеу). У складі команди з Бузеу зіграв 60 матчів та відзначився 4-ма голами. У 2016 році завершив кар'єру футболіста.

## Досягнення
- Кубок Прем'єр-ліги
  -  Фіналіст (1): 2003